# Pierre Forget de Fresnes
Pierre Forget né vers 1544, décédé en 1610, baron de Véretz et du Fau (Touraine), seigneur de Fresnes (acquisition en 1594) et de La Ferté-Hubert (La Ferté-Saint-Aignan, par sa femme Anne de Beauvilliers de Saint-Aignan).

## Biographie
Second fils du chevalier Pierre Forget, sire du Bouchet et de La Branchoire, issu de la noblesse de Touraine ; seigneur de Fresnes-sur-Marne, baron de Véretz et du Fau (à Reignac-sur-Indre), d'abord secrétaire de la chambre et receveur des écuries du roi, trésorier des parties casuelles en 1576, Grand audiencier de France et secrétaire des Finances en 1577, secrétaire des finances de Henri de Navarre en 1576 (le futur Henri IV ; et son agent à la cour de France), ambassadeur en Espagne en 1589, intendant général des bâtiments du Roi, secrétaire d'État le 22.2.1589 (secrétaire des commandements du roi) : il se démit de cette charge le 21.4.1610 et décéda peu après. Il fut désigné, comme conseiller catholique du roi — Daniel Chamier, ministre calviniste, représentant l'autre partie — pour négocier et rédiger l'Édit de Nantes le 28.2.1593. Il fut un bon serviteur de l'Etat, dévoué et modéré, efficace et subtil dans une période trouble. Portrait par François Clouet. 

## Fonction
- Surintendant des finances de 1594 à 1597 en conseil avec 8 autres membres

## Famille
- Fils de Pierre Forget et de Françoise de Fortia
- Marié avec Anne de Beauvilliers, fille de Claude de Beauvilliers, comte de Saint-Aignan, gouverneur et lieutenant général du Berry, de l'Anjou et de la ville de Bourges, et petite-fille de Jean Babou, et sœur de Claude de Beauvilliers et de Marie de Beauvilliers (sans postérité)

Il fut inhumé à l'abbaye de Montmartre